# Nørre Lyngby
Nørre Lyngby eller Nr. Lyngby er et sommerhusområde mellem Løkken og Lønstrup ca. 4 km. nord for Løkken. Der er ca. 75 fastboende husstande.
Nr. Lyngbys 9 km lange strand består af fint hvidt sand og er omgivet af stejle klitter.
Umiddelbart øst for den gamle kirkegård findes Lyngby Mølle Feriecenter.
I 2018 blev der etableret i løbet af oktober og november et forsøg med pilesikring for at se, hvordan pil ville fungere som kystsikring.
- Parti af klinten ved Nr. Lyngby
- Lyngby Kirke findes 1½ km sydøst for den gamle kirkegård
- Købmandsforretningen
- En sti ender brat ved klinten
- Et nedstyrtningstruet hus